# ポップアイドル
ポップアイドル（Pop Idol）はイギリス・ITVで放送された音楽オーディション番組である。リアリティ番組の一種。
この放送のフォーマットをもとにアイドルシリーズが世界各地でフォーマット・放送されている。

## 概要
2001年9月、19エンターテイメント社とフリーマントルメディアITVが、まったく新しい音楽オーディション番組を放送開始した。
ルールは各地区ごとにオーディションを実施し、ロンドンで行われる本選へと進む。視聴者による電話投票で脱落者が決まり、最終的に10人になる。ここから視聴者投票により毎週1人ずつ脱落して、最終的に2人による決戦大会で優勝者が決まる。
ポップアイドルは2003年12月に放送終了、後にサイモン・コーウェルが企画し、2004年にXファクターとしてリニューアルした。

## シリーズ1
シーズン1（2001年～2002年2月）の決戦大会は、イギリス国内で1310万人が視聴、900万票以上の投票があり、ウィル・ヤングが初代優勝者となった。なお、ギャレス・ゲイツも後にCDデビューし、人気を博している。
- 優勝：ウィル・ヤング
- 準優勝：ギャレス・ゲイツ
- 3位：ダリウス・ダネッシュ

## シリーズ2
シーズン2は2003年に実施された。
- 優勝：ミシェル・マクマナス（Michelle McManus）
- 準優勝：マーク・ローズ
- 3位：サム・ニクソン

なお準優勝のマークと3位のサムも「sam&mark」でデビューし2曲のシングルを発売。現在は司会者として活躍中。